# Semiha Es
Semiha Es (* 12. Dezember 1912 in Istanbul; † 11. Dezember 2012 ebenda) war eine türkische Fotografin. Sie gilt als erste Kriegsfotografin der Türkei.

## Leben
Semiha Es wurde 1912 als Tochter des Reedereimitarbeiters Bekir und seiner Ehefrau Lütfiye im Stadtteil Vefa in der Istanbuler Stadtgemeinde Fatih geboren. Sie hatte eine Schwester. Im Alter von 15 Jahren begann Es als Telefonistin in der französischen Telefonverwaltung zu arbeiten, um ihre Familie finanziell zu unterstützen. Während einer Bewerbung für einen Schönheitswettbewerb der Tageszeitung Cumhuriyet lernte sie, noch minderjährig, den Journalisten Hikmet Feridun Es (1909–1992) kennen. Das Paar heiratete bald, weil die Eltern der jungen Frau eine arrangierte Ehe vorbereiteten und Semiha fürchten musste, mit einem Mann vermählt zu werden, den sie nicht kannte.
Während ihr Mann häufig auf journalistischen Reisen unterwegs war, blieb Semiha Es alleine in Istanbul und langweilte sich. So entschloss sich Es, seiner Frau das Fotografieren beizubringen, damit sie ihn auf seinen Reisen begleiten konnte. Erstmals arbeiteten sie bei einer Reise nach Hollywood zusammen. Sie schoss die Fotos, während ihr Mann berühmte Schauspieler interviewte, darunter auch Ronald Reagan, den späteren Präsidenten der Vereinigten Staaten.
Es begleitete ihren Mann auch nach Korea, wohin er von der türkischen Tageszeitung Hürriyet als Kriegskorrespondent geschickt worden war, um über die Türkische Brigade zu berichten, die zwischen 1950 und 1953 im Koreakrieg kämpfte. Semiha Es arbeitete dort als Kriegsfotografin und hielt die Gräuel des Krieges in eindrücklichen Fotos fest. Fünf Tage in der Woche war sie in Uniform an der Front und verbrachte die Wochenenden in Japans Hauptstadt Tokyo. Ihre Fotos wurden am dem 5. November 1950 erstmals in der Hürriyet veröffentlicht. Allerdings wurden nur die Fotos tatsächlich veröffentlicht, die das Heldentum der Soldaten zeigten. Alle Fotos, die die Tragödie des Krieges widerspiegeln, waren bewusst nicht veröffentlicht worden. So wurde sie zur ersten Kriegsfotografin der Türkei. Semiha Es war außerdem fünf Jahre während des Vietnamkrieges unterwegs und erinnerte sich später, dass diese Erfahrungen viel schlimmer waren als die des Koreakrieges.
Semiha Es’ Mann starb 1992 und so verbrachte sie ihre letzten Jahr einsam in Istanbul, denn das Paar hatte keine Kinder. Ihre Lebensgeschichte wurde 2012 in dem Dokumentarfilm mit dem Titel Nisvan – Tarihe Adını Yazdıran Kadınlar (dt. Nisvan – Frauen, die sich einen Namen in der Geschichte gemacht haben) erzählt.
Es starb 2012 im Alter von nahezu 100 Jahren in ihrem Zuhause in Beşiktaş in Istanbul. Sie wurde auf dem Friedhof Zincirlikuyu neben ihrem Mann bestattet.

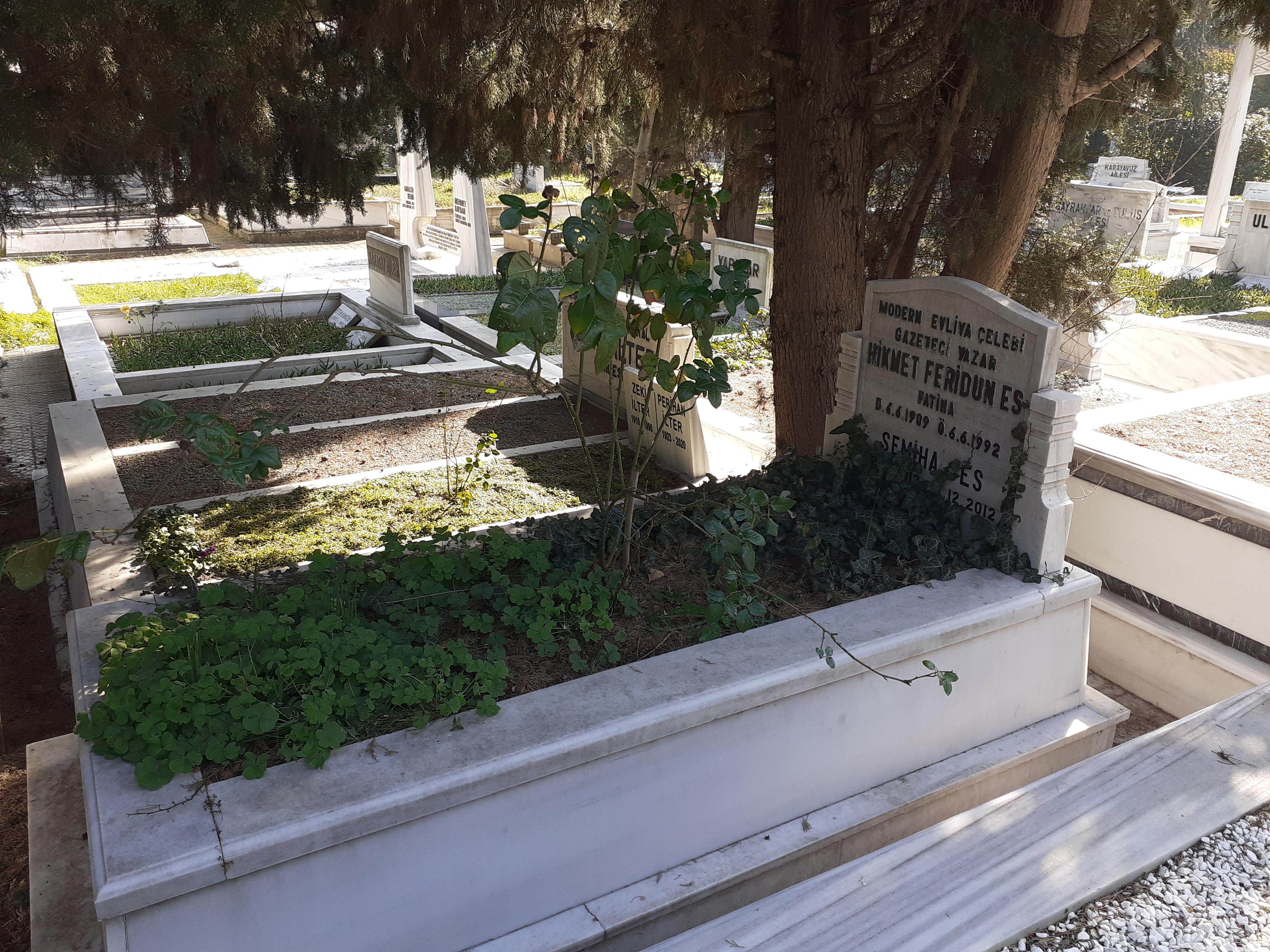
Familiengrab von Semiha Es und ihrem Ehemann Hikmet Feridun Es

## Ausstellungen
- 2013/14: Semiha Es, Sismanoglio Megaro, Istanbul
- 2013/14: Second Eye: Women Photographers from Turkey, Sismanoglio Megaro, Istanbul

## Ehrungen
- 2011: „Fotokünstlerin der Türkei“[1]
- Am 28. November 2013 wurde ihr zu Ehren das Symposium "Semiha Es - Women Photographers International Symposium" von der Sabancı Üniversitesi organisiert.[1][9]